# وستانیک
وُستانیک (ارمنی: Ոստանիկ؛  زادهٔ ۱۸۹۶ - درگذشته ۱۹۵۴) نویسنده، شاعر، آموزگار اهل ارمنستان بود.

## زندگی‌نامه
وی با نام کامل وُستانیک هوهانیسیان (ارمنی غربی: Ոստանիկ Յովհաննէսեան) در ۱۸۹۶ در روستایی در نزدیکی وان به دنیا آمد و از دانشکده علوم الهی گئورگیان (1918) و دانشگاه پاریس فارغ‌التحصیل گشت. وی در آشخاتانک و ماسیس فعالیت می‌کرد. وی بین سال‌های ۱۹۳۴–۱۹۲۳ در پاریس و بین سال‌های ۱۹۳۴–۱۹۲۲ در تهران سکونت داشت وی در ۱۹۵۴ در سن ۵۸ سالگی در تهران درگذشت.